# Desmopachria mendozana
Desmopachria mendozana är en skalbaggsart som först beskrevs av Steinheil 1869.  Desmopachria mendozana ingår i släktet Desmopachria och familjen dykare. Inga underarter finns listade i Catalogue of Life.